# The Fortune Hunter
Pour plus de détails, voir Fiche technique et Distribution.
The Fortune Hunter est un film américain réalisé par Charles Reisner, sorti en 1927.

## Synopsis
Nat Duncan, un videur de café, est étonné de voir son vieil ami mendiant, Handsome Harry, visiter le cabaret en compagnie d'une matrone ornée de bijoux. Harry persuade Nat qu'il peut lui aussi épouser de une riche héritière et accepte de le soutenir dans l'entreprise pour une part des bénéfices. il lui fournit des vêtements et un billet pour Radville, une petite ville. Là-bas, Nat mène une existence modèle en tant qu'homme d'église, devant littéralement combattre les femmes, y compris Josie Lockwood, la fille du banquier de la ville. Il rencontre Betty Graham, dont le père a négligé sa pharmacie dans ses efforts pour fabriquer de l'essence à partir de pétrole brut. Nat vient à sa rescousse et relance l'entreprise de fond en comble. Plus tard, Harry arrive, ayant épuisé la fortune de sa femme, et tente de forcer Nat à épouser Josie. Mais Nat, à l'aide d'un modèle en cire, donne l'impression d'être inconstant, rompant ainsi les fiançailles pour épouser Betty.

## Fiche technique
- Titre : The Fortune Hunter
- Réalisation : Charles Reisner
- Scénario : Robert Dillon et Bryan Foy d'après la pièce de Winchell Smith
- Directeur de la photographie : Edwin B. DuPar
- Société de production : Warner Bros.
- Pays de production :  États-Unis
- Langue : Anglais
- Format : Noir et blanc — 35 mm — 1,37:1 — Son : Mono
- Genre : Comédie
- Durée : 80 minutes
- Date de sortie : 
  - États-Unis : 18 janvier 1927

## Distribution
- Syd Chaplin : Nat Duncan
- Helene Costello : Josie Lockwood
- Clara Horton : Betty Graham
- Thomas Jefferson : Sam Graham
- Erville Alderson : Blinky Lockwood
- Nora Cecil : Betty Carpenter
- Louise Carver : Propriétaire du magasin Drygoods